# تطبيقات منصة ويندوز العالمية

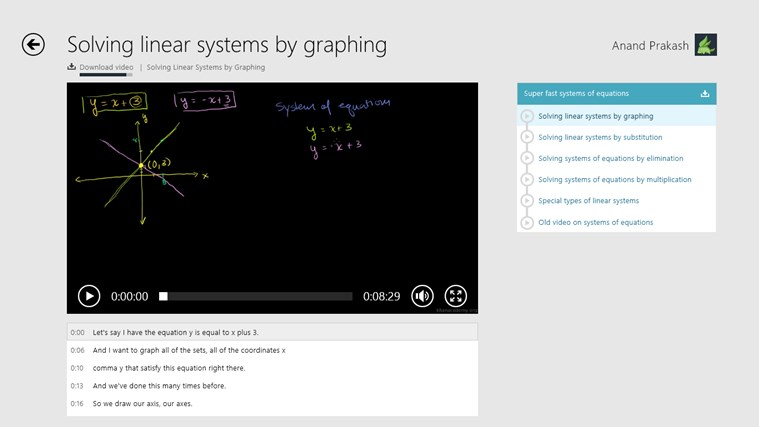
أكاديمية خان، مثال لتطبيق ويندوز عالمي

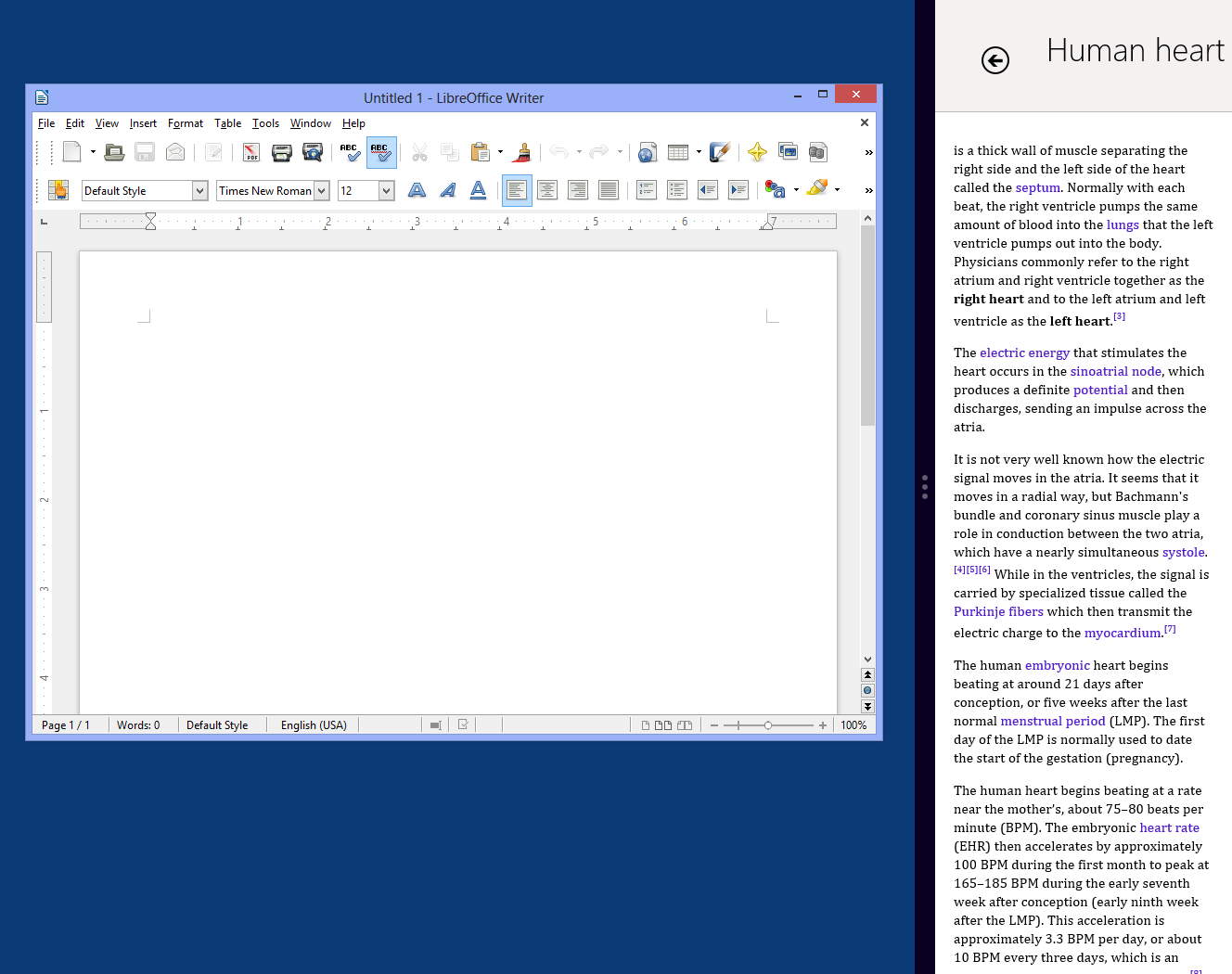
على اليسار: تطبيق سطح مكتب تقليدي بدون محتويات؛ يعرض 60 عنصر رسومي وحدود سميكة.
على اليمين: تطبيق على طراز مترو؛ تتكون بالكامل من المحتويات

تطبيقات منصة ويندوز العالمية (بالإنجليزية: Universal Windows Platform Apps)‏ (سابقًا تُعرف باسم تطبيقات متجر ويندوز، وتطبيقات طراز ميترو والتطبيقات الحديثة) هي تطبيقات يمكن استخدامها عبر جميع أجهزة مايكروسوفت ويندوز المتوافقة. يتم شراؤها وتنزيلها بشكل أساسي عبر متجر مايكروسوفت، المتجر الرقمي لشركة مايكروسوفت.

## التسميات
بدءًا من نظام التشغيل ويندوز 10، استخدمت مايكروسوفت في البداية مصطلح "تطبيق ويندوز" لوصف تطبيقات منصة ويندوز العالمية (بالإنجليزية: Universal Windows Platform)‏ (اختصارًا: UWP). كانت هذه هي التطبيقات التي يمكن تثبيتها من مايكروسوفت ستور، والذي كان يُعرف سابقًا باسم متجر ويندوز (بالإنجليزية: Windows Store)‏. في البداية، كانت هذه التطبيقات تسمى "تطبيقات متجر ويندوز الموثوق بها" (بالإنجليزية: Trusted Windows Store apps)‏، ثم تمت الإشارة إليها لاحقًا باسم "تطبيقات متجر مايكروسوفت الموثوق بها" (بالإنجليزية: Trusted Microsoft Store apps)‏. من ناحية أخرى، تمت الإشارة إلى البرامج التقليدية المصممة للتشغيل على أجهزة الكمبيوتر المكتبية باسم "تطبيقات سطح المكتب" (بالإنجليزية: Desktop apps)‏.
مع إصدار ويندوز 10 الإصدار 1903، حدث تحول في المصطلحات. بدأت مايكروسوفت في استخدام مصطلح "التطبيقات" للإشارة إلى كل من تطبيقات منصة ويندوز العالمية وتطبيقات سطح المكتب دون تمييزٍ بينهما. يهدف هذا التغيير إلى توحيد اصطلاح التسمية لجميع أنواع التطبيقات.
تجدر الإشارة إلى أن المصطلح "منصة ويندوز العالمية" (UWP) يُستخدم بشكل أساسي في وثائق مطوري مايكروسوفت للإشارة على وجه التحديد إلى النظام الأساسي نفسه. قدمت مايكروسوفت أيضًا مصطلح "تطبيق ويندوز رن تايم" (بالإنجليزية: Windows Runtime app)‏ بأثر رجعي لوصف سلائف تطبيقات منصة ويندوز العالمية، حيث لم يكن هناك في السابق اسم واضح لا لبس فيه لها.

## الحماية
تتمتع تطبيقات ويندوز التقليدية عمومًا بالقدرة على استخدام نظامها البيئي وتغييره كيفما تريد. تحاول حقوق حساب مستخدم ويندوز والتحكم في حساب المستخدم وبرنامج مكافحة الفيروسات إبقاء هذه القدرة قيد الفحص وإخطار المستخدم عندما يحاول التطبيق استخدامها لأغراضٍ ضارةٍ ربما. ومع ذلك، فإن تطبيقات طراز ميترو تكون في وضع الحماية ولا يمكنها تغيير نظام ويندوز البيئي بشكل دائم. إذ أنها بحاجة إلى إذنٍ للوصول إلى الأجهزة مثل كاميرات الويب أو الميكروفونات أو نظام الملفات الخاص بهم والذي يقتصر على مجلدات المستخدم، مثل المستندات. تُدير مايكروسوفت أيضًا هذه البرامج وقد تُزيلها من متجر ويندوز إذا اكتُشف أنها تحتوي على مشكلات تتعلق بالأمان أو الخصوصية.

## وصلات خارجية
- فهرس تطبيقات ويندوز 10